# トランスフェリン受容体
トランスフェリン受容体（トランスフェリンじゅようたい、英: transferrin receptor、略称: TfR）は、トランスフェリンに対する受容体タンパク質である。鉄の細胞内への輸送に必要であり、細胞内の鉄濃度に応答して調節されている。トランフェリン受容体は、受容体介在型エンドサイトーシスによってトランスフェリン-鉄複合体を取り込むことで、鉄を細胞内へ輸送する。トランスフェリン-鉄複合体を取り込む受容体が存在することは半世紀以上前から認識されていた。これまでヒトでは2種類のトランスフェリン受容体、TfR1（TFRC）とTfR2（TFR2）の特性解析がなされており、細胞による鉄の取り込みは主にこれら2つの良く知られたトランスフェリン受容体を介して行われていると近年まで考えられてきた。どちらの受容体も膜貫通糖タンパク質である。TfR1は高親和性で普遍的に発現している一方、TfR2は特定の細胞種に限定されており、細胞内の鉄濃度の影響を受けない。TfR2のトランスフェリンに対する結合親和性はTfR1よりも25倍から30倍低い。大部分の細胞、特に発生中の赤血球ではTfR1を介した取り込みが鉄を獲得するための主要な経路となっているが、いくつかの研究では細胞種に依存して取り込み機構は異なることが示唆されている。また、これらのTfRに依存しないトランスフェリンの取り込みが存在することも報告されているが、その機構はまだ十分な特性解析がされていない。多機能型解糖系酵素であるグリセルアルデヒド-3-リン酸デヒドロゲナーゼ（GAPDH、EC 1.2.1.12）は、翻訳後修飾によってホロトランスフェリンに対する受容体となるかアポトランスフェリンに対する受容体となるかが切り替えられるという高次のムーンライティング挙動を示し、それぞれ鉄の取り込みと排出を促進していることが示されている。

## 関連文献
- “Differential regulation of iron regulatory element-binding protein(s) in cell extracts of activated lymphocytes versus monocytes-macrophages”. The Journal of Biological Chemistry 266 (21):  13925–30. (July 1991). doi:10.1016/S0021-9258(18)92790-0. PMID 1856222.
- “The transferrin receptor part I: Biology and targeting with cytotoxic antibodies for the treatment of cancer”. Clinical Immunology 121 (2):  144–58. (November 2006). doi:10.1016/j.clim.2006.06.010. PMID 16904380.; Figure 3: Cellular uptake of iron through the Tf system via receptor-mediated endocytosis.
- “The transferrin receptor part II: targeted delivery of therapeutic agents into cancer cells”. Clinical Immunology 121 (2):  159–76. (November 2006). doi:10.1016/j.clim.2006.06.006. PMID 16920030.